# Нова Балкарія
Нова Балкарія (рос. Новая Балкария) — село у Терському районі Кабардино-Балкарії Російської Федерації.
Орган місцевого самоврядування — сільське поселення Нова Балкарія. Населення становить 1142 особи.

## Історія
Згідно із законом від 27 лютого 2005 року органом місцевого самоврядування є сільське поселення Нова Балкарія.

## Населення
| 2002 | 2010  |
| ---- | ----- |
| 1184 | ↘1142 |